# Carpiliidae
Carpiliidae là một họ cua. Họ này bao gồm ba loài hiện còn tồn tại và hơn một trăm hóa thạch, phân bổ trong 7 chi, có 6 trong số đó là ghi nhận từ các hóa thạch.

## Các chi
Theo ITIS (23/04/2014) và World Register of Marine Species (23/04/2014), hiện họ này chỉ còn duy nhất một chi còn tồn tại:
- Carpilius Desmarest, 1823
  - Carpilius convexus (Forskål, 1775)
  - Carpilius corallinus (Herbst, 1783)
  - Carpilius maculatus (Linnaeus, 1758)

Một số chi đã tuyệt chủng được liệt kê dưới đây:
- †Eocarpilius Blow & Manning, 1996
- †Holcocarcinus Withers, 1924
- †Ocalina Rathbun, 1929
- †Palaeocarpilius A. Milne-Edwards, 1862
- †Paraocalina Beschin, Busulini, De Angeli & Tessier, 2007
- †Proxicarpilius Collins & Morris, 1978

## Hình ảnh

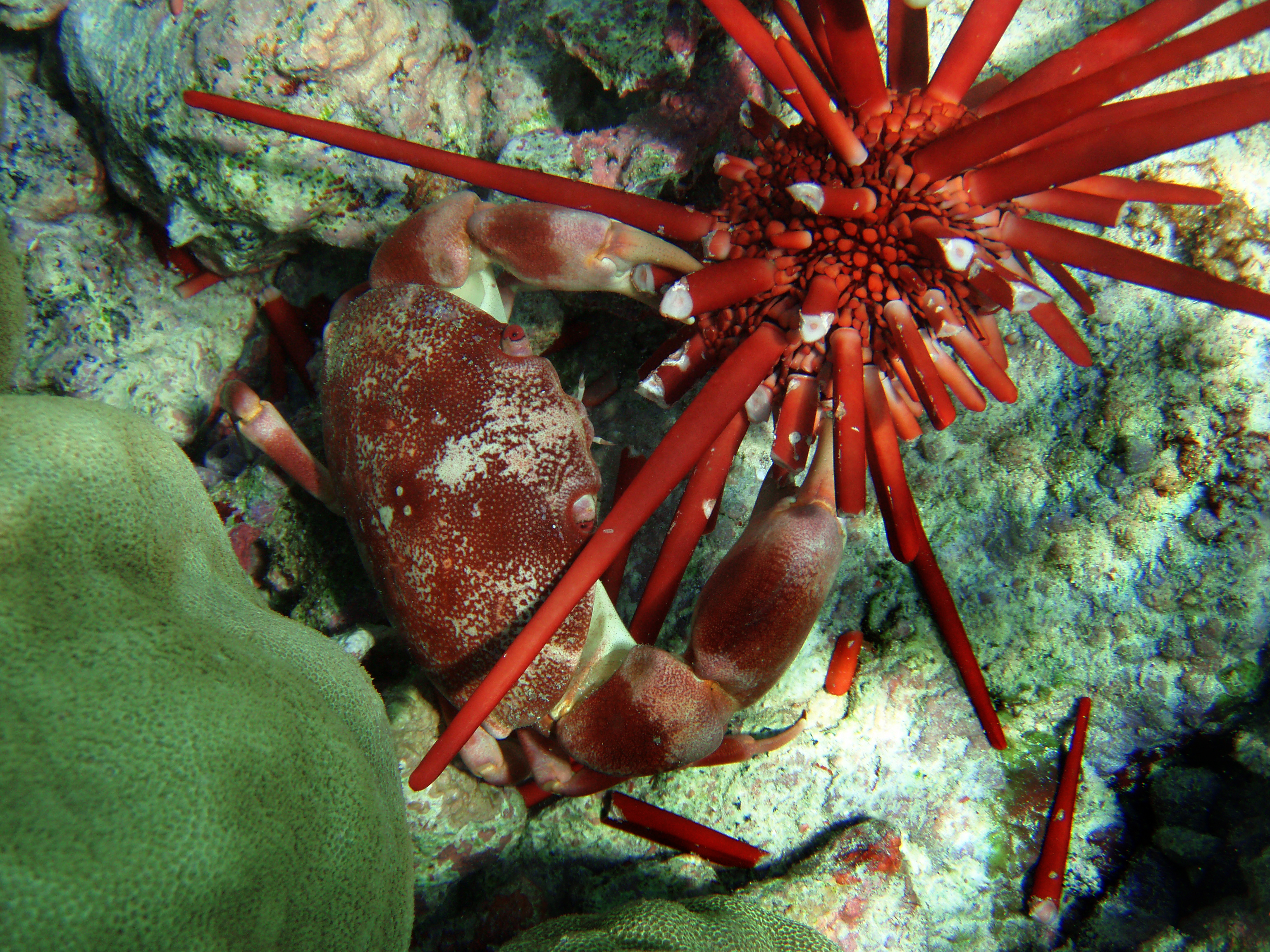
Carpilius convexus
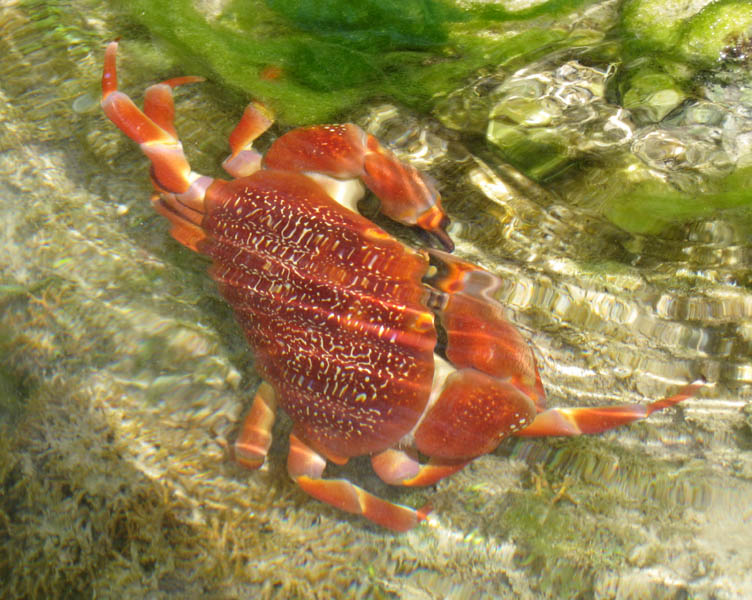
Carpilius corallinus
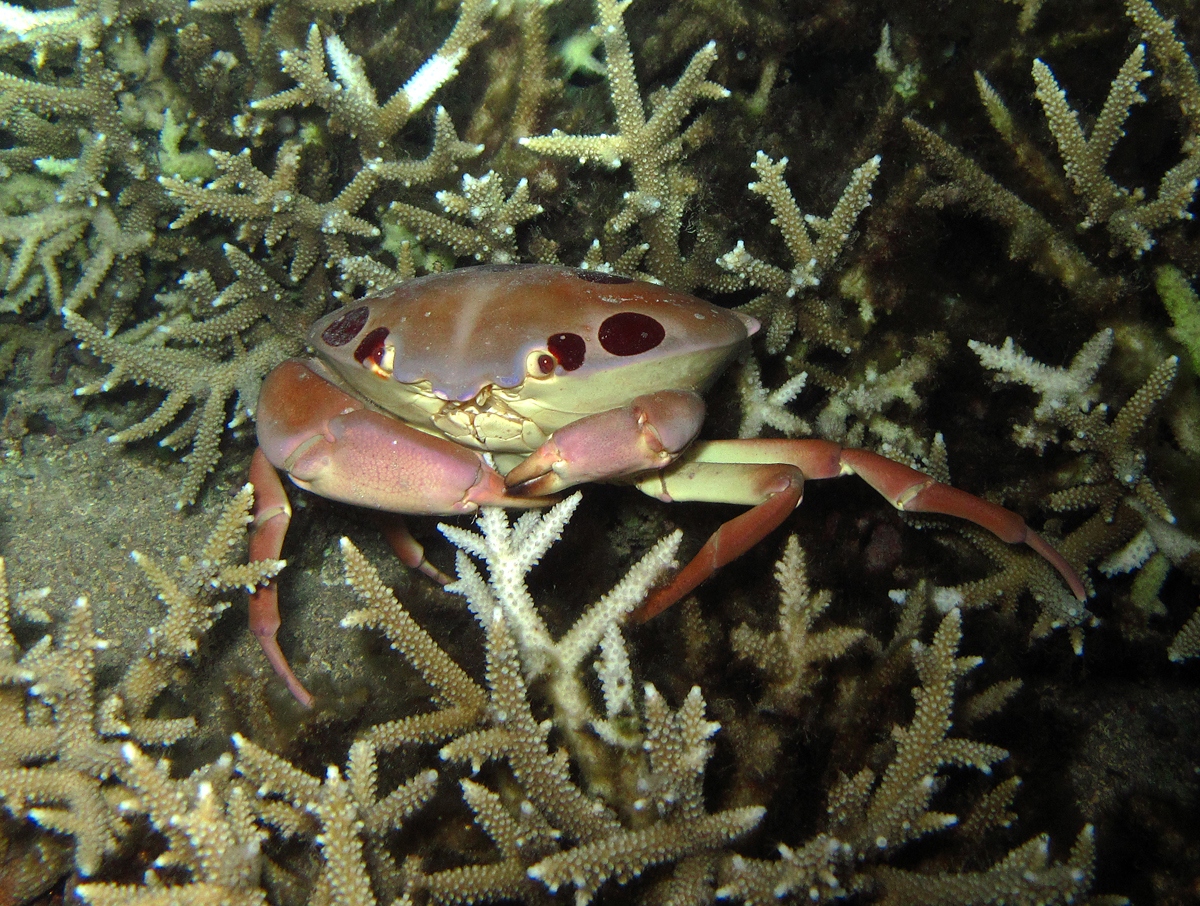
Carpilius maculatus